# Жепкі (Лодзинське воєводство)
Жепкі (пол. Rzepki) — село в Польщі, у гміні Чарноцин Пйотрковського повіту Лодзинського воєводства.
Населення — 265 осіб (2011).
У 1975-1998 роках село належало до Пйотрковського воєводства.

## Демографія
Демографічна структура станом на 31 березня 2011 року:
|          | Загалом | Допрацездатний вік | Працездатний вік | Постпрацездатний вік |
| -------- | ------- | ------------------ | ---------------- | -------------------- |
| Чоловіки | 125     | 31                 | 76               | 18                   |
| Жінки    | 140     | 36                 | 74               | 30                   |
| Разом    | 265     | 67                 | 150              | 48                   |